# Al-Asraf Káitbej egyiptomi szultán
Al-Asraf Káitbej, azaz Abu n-Naszr Káitbej al-Mahmúdi az-Záhiri (1416 előtt – Egyiptom, Kairó, 1496. augusztus 7.) az egyiptomi cserkesz (elterjedt, de pontatlan elnevezéssel burdzsi) mamlúkok tizennyolcadik szultánja volt (uralkodott 1468 februárjától 1496. augusztus 6-ig). Neve az eredeti írásmód alapján átírva Kájitbáj (قايتباي) vagy Káitbáj (قائتباي). Teljes titulusa al-Malik al-Asraf, melynek jelentése „a legnemesebb király”. Az egyre instabilabb és gyengébb Mamlúk Szultánság uralkodása alatt csapott először össze az Oszmán Birodalommal.

## Útja a trónig
Barszbáj szultán (1422–1438) vásárolta meg, Dzsakmak (1438–1453) szultánsága alatt fejeződött be kiképzése és szabadult fel. Karrierje már korán felívelt: eleinte a testőrség tagja, később a davádár helyettese lett. Ínál (1453–1461) alatt tízes emír, Huskadam (1461–1467) idején pedig az étkek házának felügyelője és ezres emír lett, miközben jogosultságot szerzett saját katonai kíséret tartására. Nagy szerepe volt abban 1463-ban, hogy frakciója, a Dzsakmak korábbi mamlúkjaiból álló záhirijja megmenekült a túlzott befolyása miatt rá lecsapó Huskadam bosszújától. 1467 folyamán a testőrség parancsnokává lépett elő. 1467 decemberében egy jó barátja, a szintén Dzsakmak idején felszabadult, albán származású Timurbuga szerezte meg a trónt, ekkor Káitbejt főparancsnokká (atabég) nevezte ki.

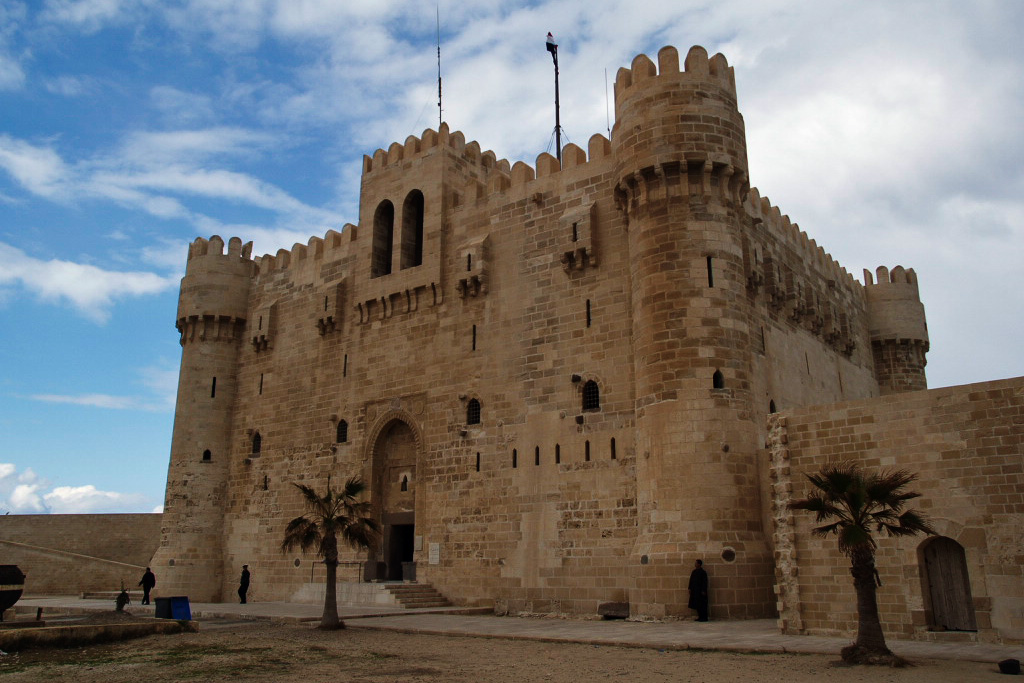
Az alexandriai Káitbej-vár (épült 1477-79 során)

## Uralkodása

### Lázongások Egyiptomban
Támogatottság és pénz híján Timurbuga rövid úton elvesztette a hatalmát, és a hatalmasságok Káitbejnek ajánlották fel a trónt, aki 1468 februárjában, némi vonakodás után elfogadta a megtiszteltetést. (Timurbuga visszavonult a közéleti szerepvállalástól, és még élő elődeihez hasonlóan semmilyen bántódás nem érte, és korlátozásoknak sem volt kitéve Káitbej részéről, aki a későbbiekben is tisztelettel bánt velük.) A békés hatalomátvétel ellenére Káitbej hosszú uralma nem volt nyugalmasnak mondható, bár trónkövetelőkkel a későbbiekben sem kellett szembesülnie.
Uralkodását az egyre megbízhatatlanabbá váló mamlúkhaderő folyamatos lázongása jellemezte, amely fosztogatásaival a közbiztonságot veszélyeztető tényezővé nőtte ki magát – úgy, hogy eközben harcértéke is romlott a rendszeres kiképzés elmulasztása és az időszerű modernizáció elmaradása miatt. Az egyiptomi nomád lakosság szintén gyakorta lázongott szerte az országban (egyes csoportjai egészen Kairóig törtek előre dúlva), de a legsúlyosabb problémát Felső-Egyiptom elarabosodott berberjei jelentették – Kájitbáj kénytelen volt vasmarokkal kormányzó davádárokat kinevezni a terület élére, hogy begyűjtsék a nélkülözhetetlen gabonát, és többször kellett katonaságot indítania a rablók ellen. A királyi megbízottak (például az 1469-1470-ben davádárként szolgáló Jasbak vagy az 1481-ben kinevezett Akbirdi) kegyetlenkedései legendássá váltak, és az esetlegesen kitörő éhínségeket is többen a számlájukra írták. Rendkívüli atrocitásnak számított, hogy az ahdáma törzs elleni 1487-es diadalt követően annak muszlim tagjait a saría megsértésével eladták rabszolgának.

### Visszaszorulás északon
Még Huskadam idején, 1465-ben kezdődött konfliktus kezdődött a kis-ázsiai térségben. A mamlúk hűbéres Elbisztánban a dinamikusan terjeszkedő oszmánok támogatásával Sáh Szuvár megbuktatta a mamlúkok által trónra tett fivérét, Sáh Budakot. Huskadam parancsot adott a Sáh Szuvár elleni támadásra, de az expedíció csak Káitbej uralkodása alatt indult meg, 1468 márciusában. A támadás kudarccal végződött, ahogy az 1469-ben indított második hadjárat is, ami nagyrészt az egyiptomi katonák fegyelmezetlenségének és parancsnokaik alkalmatlanságának volt köszönhető. Eközben az oszmán terjeszkedési kísérletek ellenében a kairói vezetés támogatásban részesítette Ahmad karamáni emírt a II. Mehmed oszmán szultán elleni háborújában. A két nagyhatalom végül megállapodott abban, hogy beszüntetik az ütközőállamok titkos támogatását, így a harmadik elbisztáni támadás 1471-ben sikerrel járt: Sáh Szuvárt Kairóba vitték, ahol kivégezték.
A nagy erőfeszítések árán elért eredmény nem volt tartós. Az Oszmán Birodalom hegemón helyzetbe került a térségben, amikor 1473-ban legyőzte az Akkojunlu törzsszövetséget. A két szultánság között fekvő három ütközőemírségből Karamánt 1475-ben kebelezték be a Hódító II. Mehmed seregei, Sáh Budakot pedig ugyanebben az évben egy másik fivére, Alá ad-Daula, a későbbi II. Bajazid oszmán szultán apósa buktatta meg, végleg kivonva Elbisztánt a mamlúkok ellenőrzése alól. Így csak a jelentéktelen, Ramazánidák által uralt Kilikia maradt meg Kairó számára. Az oszmánok által legyőzött Ak-Kojonluval is határháború alakult ki, amikor a mamlúk hadsereg megtámadta Edesszát, de itt is megalázó vereséget szenvedett.

### Háború az oszmánok ellen
1481-ben meghalt II. Mehmed, és a trónt Bajazid nevű fia szerezte meg. Fivére, Dzsem Kairóba menekült, ahol Káitbej fogadta. Miután elvégezte a zarándoklatot, 1482 február–márciusában nagy nehezen engedélyt kapott a szultántól, hogy meginduljon az isztambuli trónért. A támadás kudarccal végződött, Dzsem pedig Rodoszon, a johannitáknál keresett menedéket, hátralevő életében végig veszélyt jelentve Bajazidra. Az eset rövidesen háború kitöréséhez vezetett a két nagyhatalom között. Káitbej úgy próbálta – sikertelenül – elejét venni a konfliktusnak, hogy az egyébként hatalmi szempontból teljesen jelentéktelen kairói abbászida kalifával oklevelet adatott ki, melyben elismerte Bajazidot Káitbej helytartójának minden addig megszerzett és azután meghódítandó birtokában.
Az első oszmán–mamlúk háború 1485-1491 között kisebb határvidéki összecsapásokból állt: Káitbejnak nem volt elég pénze a komolyabb akcióhoz, Bajazid viszont fivére váratlan támadásától tartva nem mert minden erejével támadni. Bár az oszmánok többször betörtek Kilikiába és Malatya környékére, 1490-ben Kajszarijja közelében a mamlúkok döntő győzelmet arattak. A háború során Alá ad-Daula nem állt ki egyértelműen veje mellett, ami nagyban hozzájárult Káitbej hadainak sikeréhez, ezért a háború során az oszmánok letették, és Sáh Budak hatalmát restaurálták, de végül az 1491-es békekötés során Alá ad-Daula visszakapta trónját. Komolyabb határváltozás így nem történt, de az amúgy is gyenge lábakon álló mamlúk hatalom pénzügyileg még inkább megroggyant, és az Oszmán Birodalom megerősödött az északi határvidéken.

### Gazdasági intézkedések

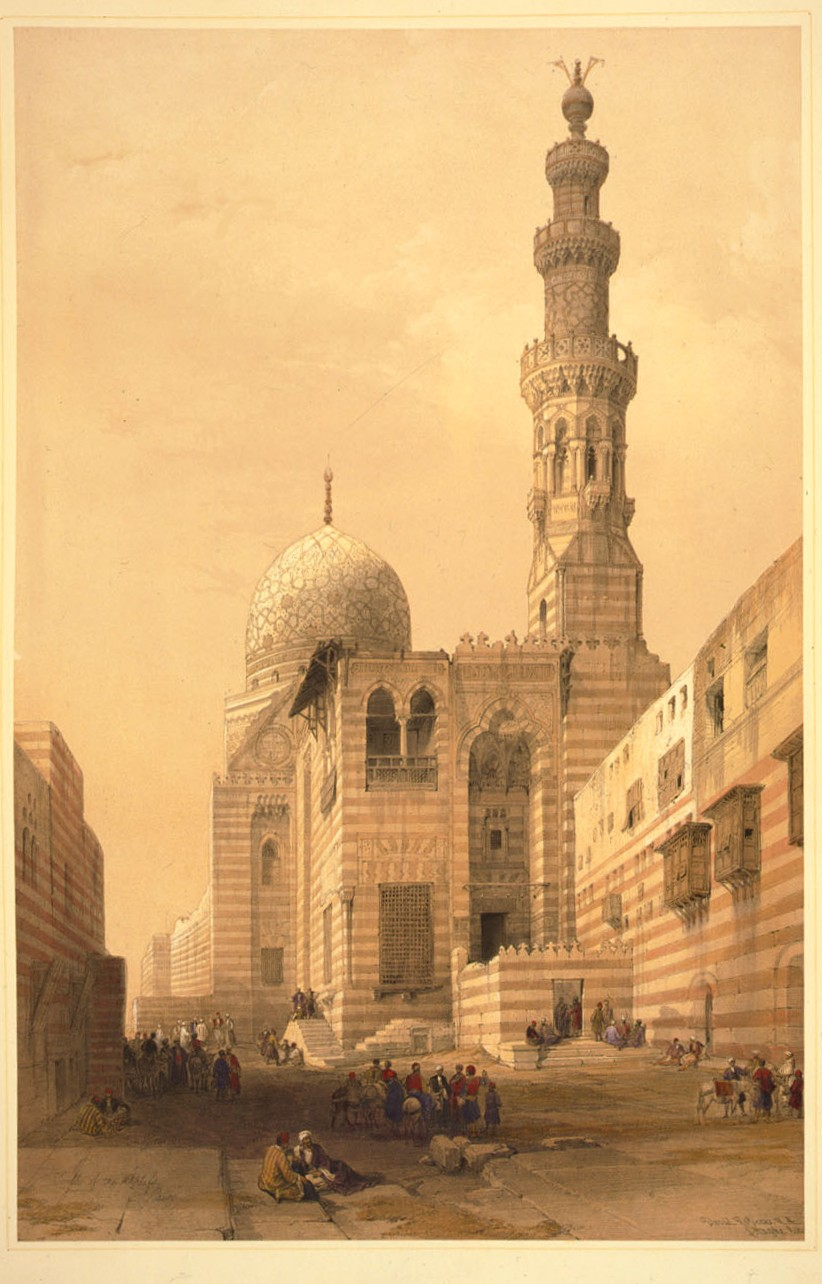
A Káitbej mauzóleumaként szolgáló mecset (épült 1472–74 között)

Káitbej sajátos gazdaságpolitikát folytatott hosszú uralkodása során: az általános tendenciával ellentétben nem emelte, hanem csökkentette a termelést és a kereskedelmet sújtó adóterheket, és a nemzetközi kereskedelem fejlesztése érdekében lemondott az újabb monopóliumokról, valamint kiváltságokkal ruházta fel a nyugati kalmárokat. Ennek kiegészítéseként a hazai kereskedők védelmében is intézkedéseket hozott, kapcsolatba lépve több európai hatalommal ennek érdekében. Mindennek áldásos hatása azonban nem volt elégséges a birodalom krónikus pénzhiányának orvoslásához: a nagy hadjáratok, a katonák zsold- és jutalomigénye és Káitbáj építkezései (a kairói fellegvár bővítése, egy saját mauzóleum és egy szúfi kolostor megépítése, várépítések Aleppóban és Alexandriában, felújítások Jeruzsálemben és Medinában) súlyos megterhelést jelentettek a kincstárra nézve. Ráadásul a pénzügyi szükség gyakran saját intézkedéseinek felülírására késztette a szultánt: volt, hogy újabb adókat kellett kivetnie a gazdaság egyes szektoraira és a lakosságra, és többször élt a korszakban hagyományosnak mondható elkobzások eszközével.

## Örökösödés
Káitbej igen idősen, több mint nyolcvanéves korában hunyt el 1496. augusztus 7-én, egy nappal azután, hogy lemondott a trónról fia, a tizennégy éves Muhammad javára. Ahogy az történni szokott, az ifjú szultán uralma nem volt tartós: önállósodási törekvései miatt két év múlva meggyilkolták. A kibontakozó politikai válság hozzájárult a rövidesen bekövetkező a Káitbej intézkedései ellenére hanyatló Mamlúk Szultánság bukásához.